# Mochlodon
 Mochlodon  (gr. “diente rígido”) es un género representado por dos especies conocidas de dinosaurios ornitópodos, rabdodóntidos que vivieron a finales del período Cretácico, entre 85 a 80 millones de años desde el Santoniense al Campaniense, en lo que es hoy Europa.
En 1859, el administrador de la mina de carbón Pawlowitsch notificó a la Universidad de Viena que se habían encontrado algunos fósiles en la mina Gute Hoffnung en Muthmannsdorf en Austria. Un equipo encabezado por los geólogos Eduard Suess y Ferdinand Stoliczka descubrió posteriormente numerosos huesos de varias especies, entre ellas las de un dinosaurio euornitópodo. Almacenado en el museo de la universidad, los hallazgos permanecieron sin describir hasta que fueron estudiados por Emanuel Bunzel a partir de 1870. Bunzel en 1871 nombró al euornitópodo una nueva especie de Iguanodon, Iguanodon suessii.. El nombre específico rinde homenaje a Suess y hoy en día se escribe más a menudo como suessi. En 1881, Harry Govier Seeley nombró un género separado, Mochlodon. El nombre genérico se deriva del griego mokhlos , "barrote", y odon , "diente", una referencia a la cresta mediana en forma de barra en los dientes. La especie tipo es Mochlodon suessi. Mochlodon y Struthiosaurus, este último encontrado en el mismo sitio, son los únicos géneros de dinosaurios nombrados a partir de hallazgos austriacos.
El espécimen tipo PIUW 2349 se encontró en la Formación Grünbach del Grupo Gosau que data del Campaniense temprano, de unos 80 millones de años. Consiste en un dentario, dos vértebras, actualmente perdidas, una parietal, una escápula, un cúbito, un ungual manual , un fémur y una tibia. Bunzel no asignó un holotipo. En 2005 se eligió el dentario como lectotipo.
A finales del siglo XIX, el barón Franz Nopcsa notó la similitud de los fósiles encontrados en Rumania con el Rhabdodon francés y el Mochlodon austríaco. En 1899 nombró algunos de estos Mochlodon inkeyi, el nombre específico en honor a Béla Inkey, pero el mismo año cambió el nombre a Rhabdodon inkeyi. En 1900 Nopcsa nombró algunos restos rumanos Mochlodon robustum, enmendado a M. robustus en 1990 por George Olshevsky. En 1915, sin embargo, llegó a la conclusión de que todo este material podía remitirse a Rhabdodon, los restos austriacos a Rhabdodon priscus. En años posteriores, Mochlodon a menudo se consideraba dudoso. En 2003, cuando M. robustus pasó a llamarse Zalmoxes, Mochlodon fue reintegrado provisionalmente como un género separado para la especie Mochlodon suessi. En 2005, un estudio concluyó que no se podían establecer características derivadas únicas, autapomorfías, para Mochlodon en relación con Zalmoxes, asignando los restos austriacos provisionalmente a un Zalmoxes sp., una identificación definitiva le daría prioridad nomenclatura a Mochlodon. Una segunda especie, Mochlodon vorosi, se describen de la Formación Csehbánya de Santoniano de Hungría en 2012.